# Банк аль-Магриб
Банк аль-Магриб (араб. بنك المغرب, фр. Bank Al-Maghrib) —— центральний банк Марокко.

## Історія
7 квітня 1906 року на Альхесіраській конференції ухвалено створити Державний банк Марокко. Банк розпочав свою роботу в Танжері в лютому 1907 року, його акціонерами стали 12 країн—учасниць конференції. Пізніше більшість акцій були скуплені Францією і банк перейшов під її контроль. Банк почав випуск банкнот і монет в 1911 році. У 1920 році було прийнято рішення про заміну монет «хасані» і банкнот, що раніше випускалися, на банкноти і монети в марокканських франках.
У 1956 році Марокко здобула незалежність. 1 липня 1959 року створений Банк Аль-Магриб.